# Sponsorenlauf
Ein Sponsorenlauf (oder Benefizlauf oder Sponsored Walk) ist ein Laufsportanlass, bei dem die Teilnehmer mit Hilfe von persönlichen Sponsoren Geld für ein Projekt oder eine Organisation sammeln. Seit seinem Aufkommen in den 1990er-Jahren hat sich die Idee als eine beliebte Art der Mittelbeschaffung durchgesetzt. Das Geldsammeln wird mit einem gesellschaftlichen Anlass kombiniert und macht sich dabei den sportlichen Ehrgeiz und das Beziehungsnetz der Läufer zunutze.

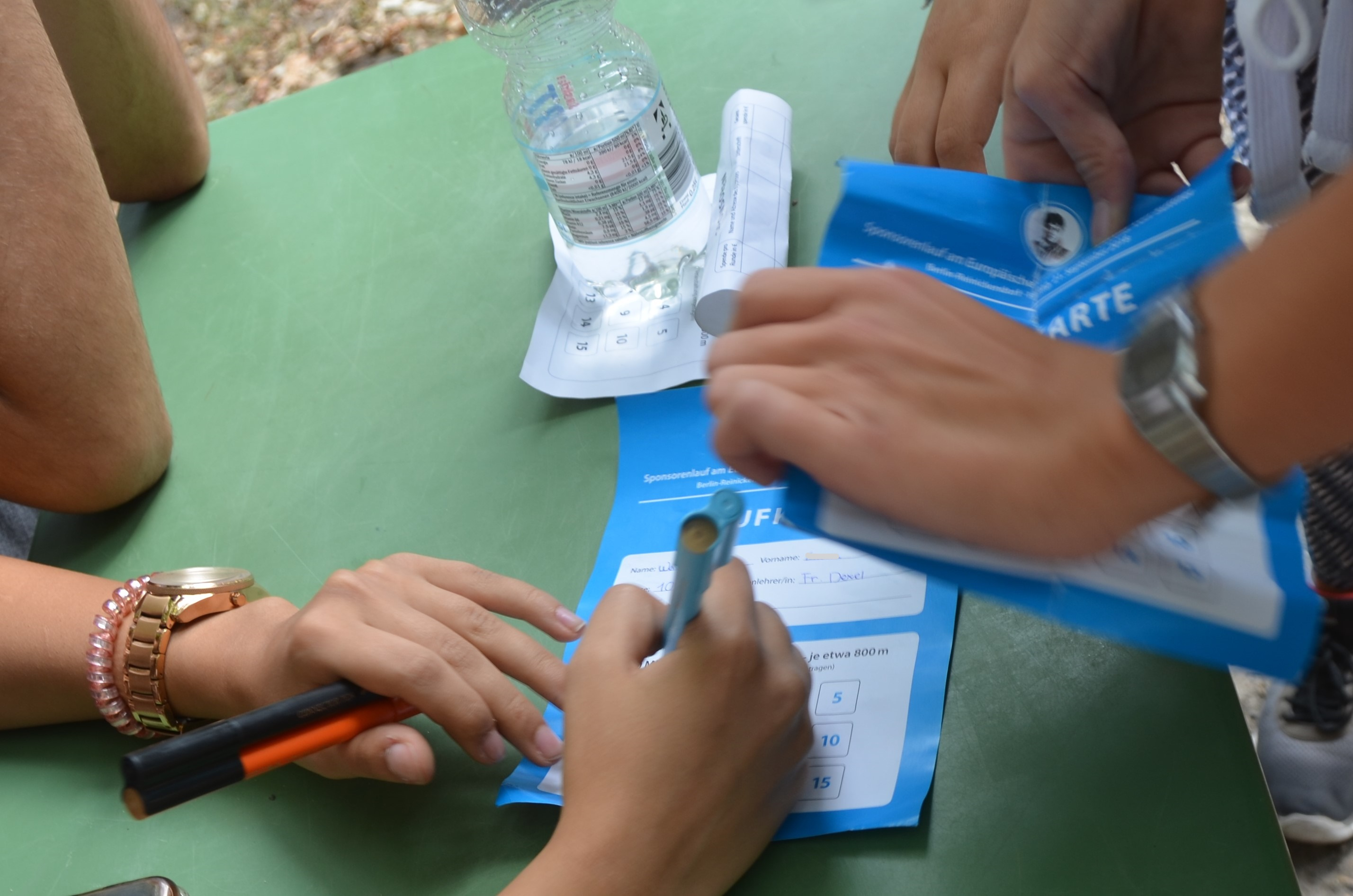
Ausfüllen von Laufkarten zur Zählung der gelaufenen Runden

## Das Prinzip
Die Läufer suchen sich vor dem Lauf unter Bekannten möglichst viele Sponsoren, die für jeden Kilometer oder jede Runde, die sie während der festgelegten Laufdauer (üblicherweise zwei Stunden) zurücklegen, einen festgelegten Geldbetrag zusagen. Die Läufer bemühen sich dann, so viele Runden wie möglich zu absolvieren, damit dem Projekt oder der Organisation entsprechend viel Geld zugutekommt.
Als Varianten sind verschiedene Sportarten (Schwimmen, Skilanglauf, Inlineskaten usw.), verschiedene Austragungsorte und Laufparcours und unterschiedliche Laufdauer möglich.